# Head Injuries
Head Injuries è il secondo album in studio del gruppo punk rock australiano Midnight Oil, pubblicato nel 1979.

## Tracce
1. Cold Cold Change – 3:29
2. Section 5 (Bus to Bondi) – 3:04
3. Naked Flame – 3:27
4. Back on the Borderline – 3:09
5. Koala Sprint – 5:12
6. No Reaction – 2:59
7. Stand in Line – 4:48
8. Profiteers – 3:46
9. Is It Now? – 4:20

## Formazione
- Peter Garrett - voce
- Rob Hirst - batteria, voce
- Andrew James - basso
- Jim Moginie - chitarra, tastiere
- Martin Rotsey - chitarra